# قوهیجان
قوهیجان روستایی است که در استان زنجان، شهرستان طارم، بخش مرکزی، دهستان درام قرار دارد. مردم قوهیجان به زبان تاتی سخن می‌گویند. تاتی با توجه به اینکه یکی از زبان‌های ایرانی شمال غربی است بیشترین نزدیکی را به زبان پارسی دارد.

## جمعیت
بر اساس سرشماری سال ۱۳۸۵ جمعیت این روستا ۱۸ نفر شامل ۸ مرد، ۱۰ زن بوده است. مردم قوهیجان به زبان تاتی سخن می‌گویند.